# Route nationale 626
Die Route nationale 626, kurz N 626 oder RN 626, war eine französische Nationalstraße, die von 1933 bis 1973 in drei Abschnitten zwischen Mimizan-Plage und einer Straßenkreuzung mit der ehemaligen Nationalstraße 620 westlich von Limoux verlief. Ihre Gesamtlänge betrug 285 Kilometer.
Der Abschnitt Cazaubon und Eauze der ehemaligen Streckenführung der Nationalstraße 626 ist seit 2004 ein Teil des Itinéraire à Grand Gabarit und hat damit wieder den Status einer Nationalstraße.